# Manny Coto
Manny Coto (nom de scène de Manuel Hector Coto, né le 10 juin 1961 à La Havane (Cuba) et mort le 9 juillet 2023 à Pasadena (Californie)) est un producteur, réalisateur et scénariste américain.

## Filmographie

### Producteur
- 1995 : Au-delà du réel (8 épisodes)
- 1999-2002 : Strange World (13 épisodes)
- 2002-2003 : Odyssey 5 (19 épisodes)
- 2003-2005 : Star Trek : Enterprise (41 épisodes)
- 2005-2010 : 24 heures chrono (98 épisodes)
- 2007 : 24: Day Six - Debrief (5 épisodes)
- 2007 : The ½ Hours News Hour (en) (17 épisodes)
- 2010-2011 : Dexter (24 épisodes)
- 2020 : neXt (en) (10 épisodes)

### Réalisateur
- 1989 : Jack in the Box
- 1989 : Monsters (1 épisode)
- 1990 : Schizo
- 1991 : Envoyé Spécial
- 1991 : Les Contes de la crypte (1 épisode)
- 1992 : Dr. Rictus
- 1997 : Star Kid (en)
- 2000 : Mon clone et moi (en)
- 2001 : Zenon et les Aliens
- 2021- : American Horror Stories (1 épisode)

### Scénariste
- 1988 : Alfred Hitchcock présente (1 épisode)
- 1991 : Les Contes de la crypte (1 épisode)
- 1992 : Dr. Rictus
- 1993 : Crypte Show (1 épisode)
- 1994 : Dead at 21 (en)
- 1995 : Au-delà du réel (2 épisodes)
- 1997 : Hostile Intent
- 1997 : Star Kid (en)
- 1999 : Strange World (2 épisodes)
- 2002-2003 : Odyssey 5 (19 épisodes)
- 2003-2005 : Star Trek : Enterprise (14 épisodes)
- 2006-2010 : 24 Heures chrono (27 épisodes)
- 2007 : The ½ Hour News Hour (17 épisodes)
- 2010-2012 : Dexter (6 épisodes)
- 2011- : American Horror Story (11 épisodes)
- 2020 : neXt (en) (10 épisodes)
- 2021- : American Horror Stories (8 épisodes)